# Ізяславський районний історико-краєзнавчий музей
Історико-краєзнавчий музей Ізяславської громади КЗ "Ізяславський центр культурних послуг" Ізяславської міської ради (до грудня 2023 року історико-краєзнавчий музей Ізяславсько міської ради). На даний час перебуває у комунальній власності Ізяславської міської ради.

Ізяславський районний історико-краєзнавчий музей — державний районний краєзнавчий музей у місті Ізяславі Хмельницької області; культурно-освітній і дослідний заклад міста та району. Існував до 2021 року, пізніше був реорганізований в історико-краєзнавчий музей Ізяславської міської ради.
Історико-краєзнавчий музей  розташований у   по вулиці Шевченка, 40-А. Директор закладу — Віктор КУЧЕРУК.

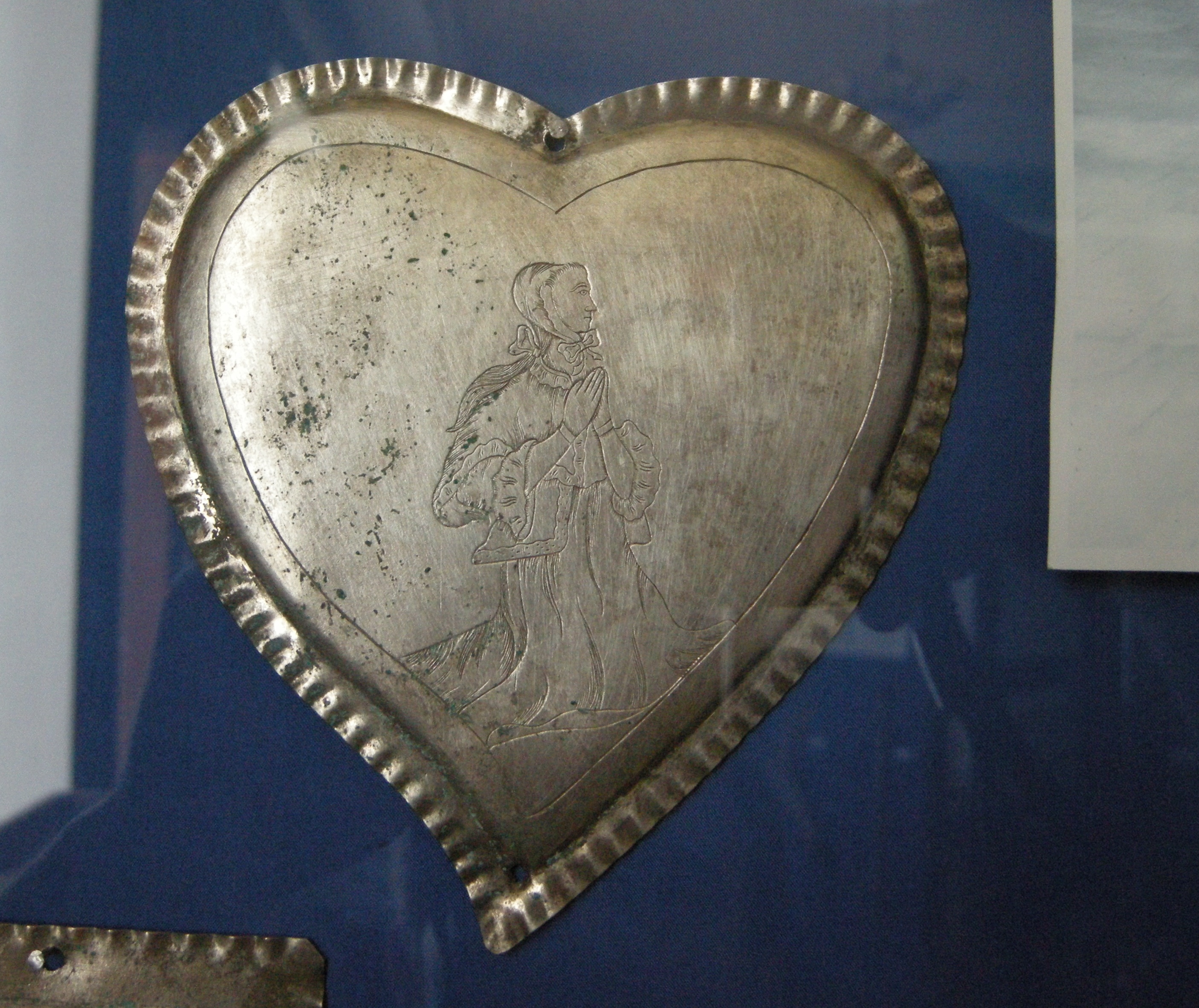
Експонат музею — вотива зі скарбу знайденого на території ізяславського монастиря отців Бернардинів.

Офіційно Ізяславський районний історико-краєзнавчий музей розпочав свою роботу 24 грудня 2003 року, згідно з відповідним рішенням районної ради. До кінця 2009 року у його складі налічувалося аж двоє працівників - директор і прибиральниця. Згодом запроваджено посаду доглядача фондів.
У теперішній час (2-а половина 2000-х років) фонди Ізяславського історико-краєзнавчого музею налічують майже 2,5 тисяч експонатів, серед яких є цінні предмети давніх епох. Постійна експозиція висвітлює багату історію і етнографію Заславщини.
Музеєві допомагають небайдужі люди. Їхніми зусиллями у 2006 році на базі музею організовано і проведено наукову конференцію «Метафора спільного дому. Заславщина багатьох культур». Місцевий художник і скульптор Микола Іванович Ткачук подарував місту свої роботи: 40 полотен і 7 скульптур, в тому числі різьблені з дерева. Відтак, було започатковано художню залу музею.

## Виноски
1. ↑  Хмельниччина — земля любові нашої : довідник юного краєзнавця для користувачів-учнів 5-9 класів (Хмельницькій області — 70 років). на Хмельницька обласна бібліотека для дітей ім. Т. Г. Шевченка